# Денніс Вітлі
Денніс Вітлі (англ. Dennis Yates Wheatley 8 січня 1897 — 10 листопада 1977) — англійський письменник, автор понад 60 романів і збірок оповідань.

## Біографія
Народився 8 січня 1897 року в Південному Лондоні. Під час Першої світової війни служив в Королівській польової артилерії. Брав участь у бойових діях у Фландрії і Франції і був у 1918 році демобілізований перед самим закінченням війни. Після розорення сімейного бізнесу починає займатися літературою.
У роки Другої світової війни Вітлі був військовим стратегом, залишаючись при цьому цивільною особою. Він направив велику кількість аналітичних записок зі своїми висновками майбутнього ходу війни, частина з яких в 1941 році була опублікована окремою книгою «Тотальна війна».
Помер 10 листопада 1977, встигнувши побачити перший том своєї найповнішої автобіографії. Після смерті письменника були випущені інші два томи. У 1981 році всі три томи були видані під однією обкладинкою під заголовком «Прийшов його час».

## Літературна діяльність
Перша публікація Денніса Вітлі відбулася в 1933 році, це був роман «Заборонена територія», який відкривав серію книги про пригоди герцога де Рішло. Його манера — суміш містицизму, окультизму і пригод — була добре прийнята читачами, так що Денніс Вітлі швидко завоював успіх. Другий його роман «І виходить диявол» стає найкращим не лише в творчості самого автора, але і віхою в історії світового роману жахів. Хоча, основна частина його творчості — пригодницькі романи, а суто фантастичних (окультних або науково-фантастичних) книг у нього всього 11 (не рахуючи кількох оповідань).
Крім містики, Вітлі написав також чимало шпигунських і пригодницьких романів (іноді з мотивом загублених рас або світів), документальних книг по окультизму, історії, автобіографії. Він автор історичної праці «Червоний орел — Історія Російської революції» (1937), в якому докладно розповів про Жовтневу революцію, а також виклав біографію маршала Климента Єфремовича Ворошилова.
Чотири детективні романи «Вбивство біля Маямі» (1936), «Хто вбив Роджера Прентіса?» (1937), «Малінсейская різанина» (1938) і «За допомогою цього ключа!» (1939) були випущені в 30-х роках видавництвом Hutchinson у вигляді головоломки, що являє собою збірник кримінальних інтерв'ю, вирізок з газет, ключових слів, поштових телеграм і т. д.

## Твори
- 1935 — І виходить диявол (The Devil Rides Out)
- 1936 — Вони знайшли Атлантиду (They Found Atlantis)
- 1939 — Шістдесят днів для життя (Sixty Days to Live)
- 1941 — Незвичайний конфлікт (Strange Conflict)
- 1948 — Переслідувач Тобі Джагга (The Haunting of Toby Jugg)
- 1952 — Зірка зловісного знамення (Star of Ill-Omen)
- 1953- До дочки Сатани (To the Devil a Daughter)
- 1956 — Ка Гиффорда Хілларі (The Ka of Gifford Hillary)
- 1960 — Сатаніст (The Satanist)
- 1970 — Ворота пекла (Gateway to Hell)
- 1973 — Ірландська відьма (The Irish Witch)

## Екранізації
- 1934 — Заборонена територія (Forbidden Territory) — за однойменним романом
- 1936 — Таємниця Стамбула (Secret of Stamboul) —за романом «Євнух Стамбула» (The Eunuch of Stamboul)
- 1968 — І виходить диявол (The Devil Rides Out) — за однойменним романом
- 1976 — До дочки Сатани (To the Devil a Daughter) — за однойменним романом
- 2006 — Переслідувач Тобі Джагга (The Haunted Airman) — за романом «Переслідувач Тобі Джагга» (The Haunting of Toby Jugg)